# Suella Braverman
Sue-Ellen Cassiana Braverman (Londres, 3 de abril de 1980) é uma política britânica que serviu no cargo de Secretária de Estado para os Assuntos Internos de 6 de setembro até 19 de outubro de 2022, com a formação do governo da premiê Liz Truss, após as eleições no partido ocorridas no dia anterior, 5 de setembro. Após a renúncia de Liz Truss e a eleição de Rishi Sunak como primeiro-ministro, foi novamente reconduzida ao cargo de Secretária para Assuntos Internos, ficando no cargo até novembro de 2023.

## Biografia
É filha de dois imigrantes de origem indiana nascidos no Quênia e nas Ilhas Maurício, e que imigraram para o Reino Unido nos anos 60. Sua mãe, enfermeira, era de uma família de etnia tâmil hinduísta estabelecida no arquipélago africano. Seu pai, de origem goesa, trabalhava para uma associação que construía habitações populares.
Braverman nasceu em Londres, onde realizou os estudos primários e secundários, estes últimos com uma bolsa parcial. Estudou Direito em Cambridge, onde liderou a Associação Conservadora de estudantes da universidade. Viveu dois anos na França, primeiro como parte do Programa Erasmus e depois com uma bolsa, concluindo estudos em Direito Europeu e Francês na Sorbonne.
Se qualificou para a prática do direito e trabalhou com casos litigiosos relacionados a processos de imigração. Seguindo os passos da mãe, Uma Fernandes, vereadora no distrito londrino de Brent, se candidatou em 2005 e 2012 para a Câmara dos Comuns, sem sucesso. Em 2015 conseguiu se eleger pelo distrito de Fareham, declarando interesse em trabalhar nas áreas de educação, assuntos internos e justiça. Integrou o comitê da Câmara sobre Educação (2015-2017) e o sub-comitê de Educação, Habilidades e Economia, bem como outros grupos e comitês do Parlamento. Em 2018 foi apontada para a Sub-secretaria Parlamentar de Estado. Em 2020 foi nomeada como Procuradora-Geral para Inglaterra e País de Gales e Advogada Geral para a Irlanda do Norte.
Com a crise do governo Boris Johnson, em 2022, participou das eleições para a sucessão na liderança do Partido Conservador, sendo eliminada na segunda rodada de votações. Passou então a apoiar a candidatura de Liz Truss. Com a eleição desta para a liderança conservadora e o cargo de primeira-ministra, Braverman foi nomeada para a Secretaria de Estado para os Assuntos Internos, posição considerada uma das quatro mais importantes do governo do Reino Unido, onde liderou a política de segurança nacional, a polícia e questões de imigração. Também foi a ministra responsável pela inteligência doméstica britânica.
Braverman foi demitida, pelo primeiro-ministro Rishi Sunak, do cargo de Secretária para Assuntos Internos em 13 de novembro de 2023, sendo substituída por James Cleverly, que era o antigo Secretário de Relações Exteriores. De acordo com o jornal The Guardian, o motivo de sua demissão foi um artigo escrito por ela e publicano no The Times em 8 de novembro, que incluía uma declaração de que havia "uma percepção de que os policiais seniores têm favoritos quando se trata de manifestantes" e eram mais duros com os extremistas de direita do que com as "turbas" pró-Palestinas. O The Guardian informou que o gabinete do Primeiro-Ministro solicitou alterações ao artigo, mas nem todas essas alterações foram implementadas. O Partido Trabalhista e alguns policiais disseram que os escritos de Braverman levaram apoiadores da extrema-direita a atacar a polícia em 11 de novembro.